# أنظمة الاستعادة البالستية
شركة Ballistic Recovery Systems للأنظمة البالستية (المعروفة اختصارًا باسم بي آر إس وBRS Aerospace) هي إحدى شركات تصنيع المظلات الباليستية للطائرات.
تأسست الشركة عام 1980 على يد بوريس بوبوف بعد نجاته من 400-قدم (120 م) السقوط من طائرة شراعية حيث كانت على وشك الانهيار عام 1975. ونتيجة لذلك، اخترع بوبوف نظام المظلة الذي من شأنه تخفيض الوزن الكامل لـلطائرة والهبوط إلى الأرض بأمان بطريقة نسبية للأشخاص الموجودين بالداخل، على الرغم من تصاحبها عادةً بأضرار هيكلية طفيفة للطائرة عند الهبوط. يمكن استخدامه في حالة فقدان التحكم ووجود قصور في هيكل الطائرة أو غيرها من حالات الطوارئ أثناء الطيران.

## نبذة تاريخية
تأسست شركة بي آر إس عام 1980 وقدمت نموذج المظلة الأول بعدها بعامين عام 1982، وصبت تركيزها على سوق الطائرات شديدة الخفة. سجلت الشركة عملية الإنقاذ الأولى عام 1983، لجاي تيبتون (Jay Tipton) في كولورادو (Colorado).
عام 1998 تعاونت الشركة مع سيروس ديزاين (Cirrus Design) لتطوير أول نظام مظلة استعادة لاستخدامها في الطائرات التي تحتوي على شهادة النوع وسيروس SR20. عام 2002 حصلت الشركة على شهادة النوع التكميلية لتثبيت نظام المظلة في سيسنا 172، تليها سيسنا 182 عام 2004 وسيمفونية SA-160 عام 2006.
وتجاوبًا مع الأزمة الاقتصادية عام 2008 وأوامر الانحدار المرتبطة بها، أعلنت الشركة في نوفمبر عام 2008 أنها ستسرح 25% من العمالة الموجودة لديها لفترة زمنية غير محددة.

## المنتجات

### مظلات الإنقاذ الباليستية
- المكونات

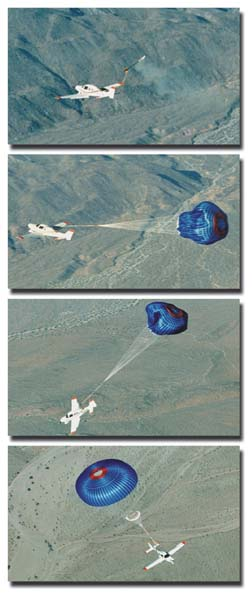
سلسلة صور ناسا تظهر القبعات أثناء العملية.

يُستخدم الصاروخ ذو الوقود الصلب لسحب المظلة للخارج من مستقرها ونشر القبة بالكامل في غضون ثوان. عادة في التركيبات الخفيفة، يتم تحميل الصاروخ على حاوية المظلة. في تركيبات الطائرة الكبيرة، قد يتم تحميل الصاروخ بنسبة ضئيلة.
على مر السنين، تم تطوير أنظمة بي آر إس المستخدمة وتحديثها وصولاً للنسخة الحالية BRS-6. يحتوى ذلك على تركيب منفصل للصاروخ يمكن نزعه من المظلة وبذلك يمكن تحرير المظلة لإعادة التعبئة دون مشاكل عند محاولة شحن الصاروخ أيضًا. عادة تتطلب المظلة إعادة تعبئة كل ست سنوات ويلزم استبدال الصاروخ كل 12 عامًا.
- عمليات الإنقاذ الناجحة

ظهرت أول مظلات استعادة باليستية في السوق عام 1982، وتم توزيعها لأول مرة عام 1983. بين ذلك الوقت حتى أبريل عام 2007، على ما يزيد على 225 شخصًا كانوا على متن 201 طائرة التي وزعت مظلات بي آر إس ومن الأرجح، أن الفضل يرجع لهذه المظلة الموزعة لإنقاذ من كتب لهم الحياة.

#### تقديم الدعم من الطائرة
تتوفر أنظمة بي آر إس في:
- الطقم الكامل ل طائرة سيروس ديزاين ل الطيران العام. تُعرف نماذج بي آر إس سيروس بنظام مظلة هيكل سيروس.
- سيسنا 172 وسيسنا 182 وسيسنا 162
- سيمفوني SA-160
- الطائرات غير المعتمدة حتى وزن 1800 رطل
- مجموعة كبيرة من الطائرة شديدة الخفة
- مجموعة كبيرة من الطائرات الرياضية الخفيفة (LSA). تعد بي آر إس معدات قياسية في الطائرة الرياضية الخفيفة المعتمدة التالية:[4]
  - أيه إم دي زودياك (AMD Zodiac)
  - أيروبراكت أيه 22 في بي إن أيه (Aeroprakt A-22 FPNA)
  - أبولو فوكس (Apollo Fox)
  - أبولو دلتا جيت (Apollo Delta Jet) (طائرة ثلاثية)
  - سبورت كروزو سي زد أيه دبليو (CZAW SportCruiser)
  - يورو فوكس (Eurofox)
  - FK-9
  - سلسلة فلايت ديزاين سي تي إس دبليو (Flight Design CTSW)
  - بي إم أفياشن كويك تريك (P&M Aviation Quik Trike)
  - بي إم أفياشن كويك جي تي 450 تريك (P&M Aviation Quik GT450 Trike)

نظام مظلة هيكل الطائرة سيروس (CAPS)
نظام مظلة هيكل الطائرة سيروس هو نظام استعادة المظلة البالستية المصمم خصيصًا لطاقم طائرة سيروس ديزاين للطيران العام بما في ذلك SRV وSR20 و SR22. وتم تكيف التصميم مع نظام ديه أيه آر دي الذي صدر في البداية لسيسنا 150. كما هو في أنظمة بي آر إس الأخرى، يُستخدم الصاروخ ذو الوقود الصلب، الذي يضم هيكل الطائرة في الخلف، لسحب المظلة للخارج من مستقرها ونشر القبعة بالكامل في غضون ثوان. الهدف من تفعيل هذا النظام هو الحفاظ على حياة الطاقم والركاب وليس من الضروري منع الأضرار لهيكل الطائرة.
أثناء الهبوط يعد الترس وجدار الحماية جزءًا من الهيكل المصمم لسحقه نتيجة لامتصاص الطاقة أثناء التأثير بعد نشر المظلة، مع الوضع في الاعتبار منذ البداية أن هيكل الطائرة سيكون معطوبًا غير قابل للإصلاح نتيجة لهذا الأثر. أول طائرة قامت بعملية النشر هي (N1223S) وهبطت في ميسكيت (mesquite) ولم تتعرض لأضرار جسيمة. اشترت سيروس مؤخرة هيكل الطائرة وأصلحته واستعملته كطائرة تجريبية. وقد اشتراها في النهاية مالك آخر الذي دمرها في حادث تحطم قصير على الممر. تم إعادة العديد من الطائرات المشاركة في نشر نظام مظلة هيكل الطائرة سيروس مرة أخرى للخدمة، باستثناء تلك التي هبطت في المياه.
التطور
في 18 يوليو 2008 أعلنت بي آر إس عن أن السلسلة 5000 من القبعة أنهت اختبار الالتزام بالمعايير القياسية ل أيه إس تي إم الدولية. الغرض من نظام المظلة الجديد هو توفير القدرة على الاستعادة للطائرة الكبيرة جدًا، بما في ذلك الطائرة الخفيفة جدًا. قد تشمل التطبيقات الأولية دياموند دي جيت (Diamond D-Jet) وتطور لانكير. ويتم الآن متابعة تصديق وكالة الطيران الفدرالية للسماح بالتركيب على الطائرات المعتمدة.
توزيع نظام مظلة هيكل الطائرة سيروس
بدءًا من 22 نوفمبر 2012، تم تنشيط نظام مظلة هيكل الطائرة سيروس 23 مرة ب63 من الناجين و11 من الوفيات في الطائرة المجهزة. كانت هناك بعض التقارير عن عمليات النشر الإضافية من قبل المحققين في الحادث الناجم عن التأثير الأرضي أو حرائق ما بعد التأثير، وما زالت بعض الحوادث قيد التحقيق.

## وصلات خارجية
- BRS Parachutes homepage
- Cirrus Design homepage
- Cirrus Design The plane with the PARACHUTE
- 2004 Flying magazine article and sidebar
- avweb.com news article about September 2004 deployment
- Pilot's account of June 2005 deployment